# Uslar
Uslar es una ciudad y municipio en Baja Sajonia, Alemania, 

## Historia

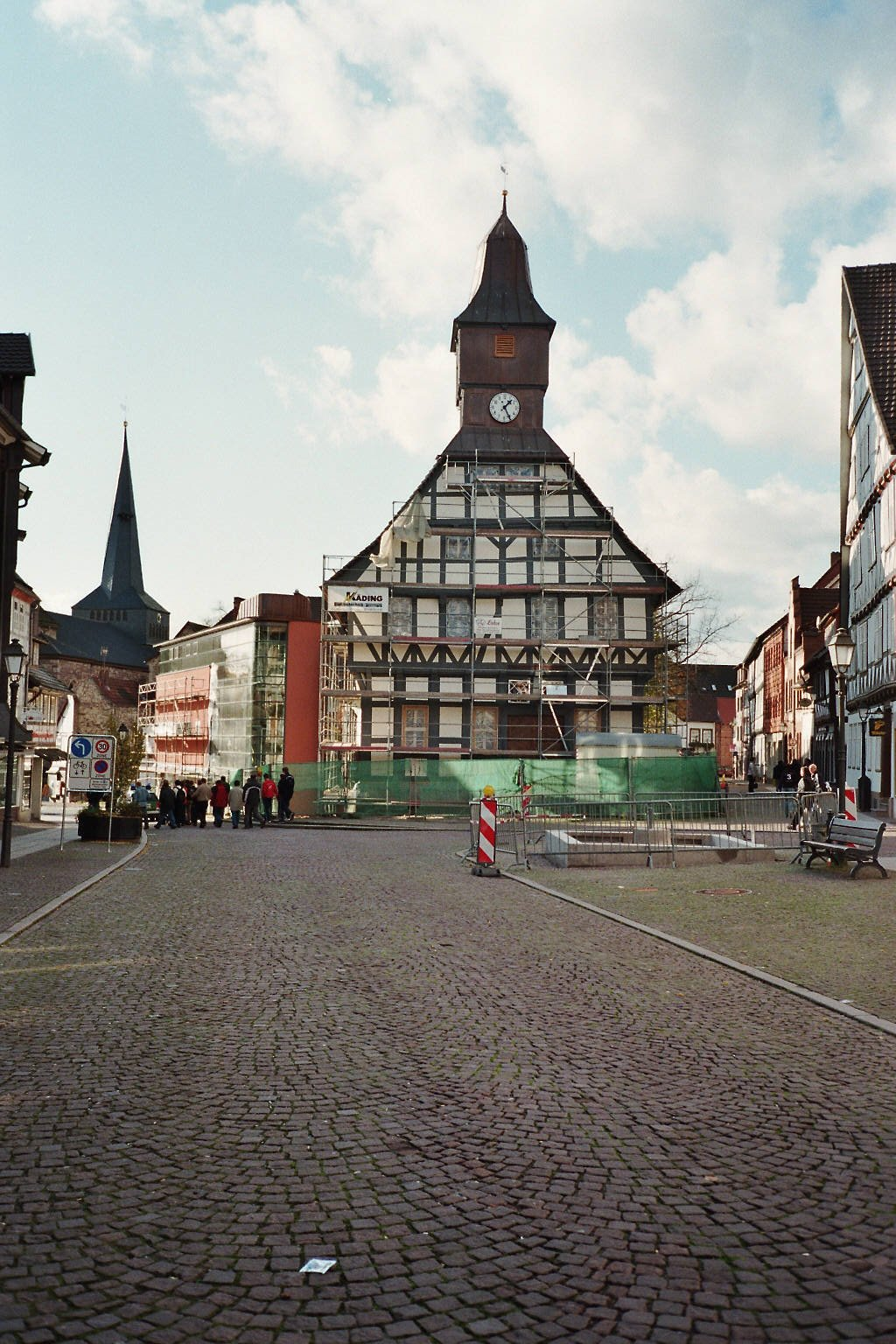
Ayuntamiento de Uslar.

Uslar es mencionado por vez primera en documentos en 1006/1007.

## Geografía
Se localiza a unos 80 km al norte de Kassel. Posee una superficie de 113,4 km², y una población de 15.794 habitantes según datos del año 2006. Uslar está situada en 51°39′ N 9°38′ E y ubicado a 34 km de Gotinga en el centro de la República Federal Alemana.

## Infraestructura
La Autopista (Bundesautobahn) 7 conecta a esta localidad con el resto de la Unión Europea.